# 阿弥陀聖衆来迎図

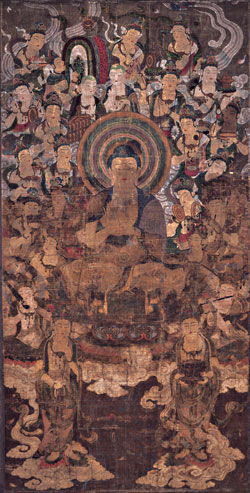
阿弥陀二十五菩薩来迎図（重要文化財） 福井・安養寺 絹本著色 鎌倉時代

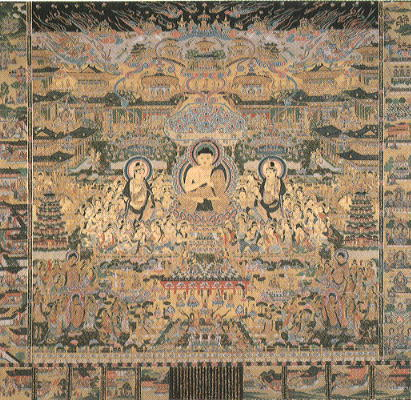
当麻曼荼羅図（平成本） 奈良・當麻寺中之坊

阿弥陀聖衆来迎図（あみだしょうじゅらいごうず）は、阿弥陀仏が多くの聖衆（菩薩衆）を従えて来迎する姿を描いた図。数ある作品の中で最高傑作とされる高野山有志八幡講十八箇院蔵のものなどが知られ、この作品は国宝に指定されている。

## 来迎図の系譜

### 来迎と浄土
浄土教の信仰では、阿弥陀如来を一心に信じる者の臨終に際しては、阿弥陀如来自らが聖衆（諸菩薩）とともに現前し、西方極楽浄土へ導くとされている。これを阿弥陀如来の来迎といい、この情景を絵画化したものが来迎図である。来迎は、教義的には本来は「来迎引接」といい、平安時代にはこれを「迎接」ということが多かった。浄土三部経の一つである『無量寿経』には、阿弥陀如来の四十八願の第十九願として、「人が菩提心（さとりを求める心）を発し、さまざまな功徳を積み、わが国（極楽浄土）へ生まれたいと願うなら、その人の臨終に際し、私（阿弥陀）が大衆（聖衆）とともにその人の前に現れる」（大意）との誓いが述べられている。
人間の住む現世（此岸）に対して、仏の住む国土を浄土という。浄土とは阿弥陀如来の西方極楽浄土に限ったものではなく、釈迦如来の霊山浄土、薬師如来の瑠璃光浄土、弥勒如来の兜率天浄土、観音菩薩の補陀洛浄土など、それぞれの仏菩薩に応じた浄土が経典に説かれている。ただし、阿弥陀以外の諸仏の浄土については、来迎について経典に明示したものはない。これに対し、阿弥陀信仰を説く経典やその注釈書は、阿弥陀聖衆の来迎、すなわち、仏菩薩の側が浄土から現世へ往生者を迎えにやってくることを明記している。

### 観経変相図と九品来迎図
日本では、奈良県の當麻寺に伝わるいわゆる当麻曼荼羅（原本は唐時代・8世紀の作品）に描かれた九品来迎図が来迎図の古例である。ただし、当麻曼荼羅は後述のとおり、来迎図を主体としたものではなく、極楽浄土の様相を描いた大画面の一部として来迎の場面が表されている。「浄土三部経」（『無量寿経』『阿弥陀経』『観無量寿経』）は西方極楽浄土の荘厳な様子を描写しているが、これらの経典に基づき、極楽浄土の景観を可視化したものを浄土変相図あるいは阿弥陀浄土変相図といい、単に変相あるいは浄土変ともいった。浄土変相図は唐時代の都市寺院や石窟寺院の壁画に描かれたが、その多くは『観無量寿経』を典拠とした観経変相図であった。当麻曼荼羅も観経変相図の一種であり、正確な経路は不明ながら、唐から奈良時代の日本に将来された。
当麻曼荼羅は『観無量寿経』を所依とし、唐の善導によるその注釈書『観経四帖疏』に基づいて描かれている。画面の主要部には阿弥陀如来を中心に観音菩薩・勢至菩薩を筆頭とする諸菩薩を配し、極楽浄土の宝池宝楼の様を描くが、それ以外に、画面の左辺・右辺・下辺にも帯状に小画面を並べている。『観経四帖疏』は玄義分、序分義、定善義、散善義の4帖（4巻）からなるが、当麻曼荼羅の左辺・右辺・下辺にはそれぞれ序分義・定善義・散善義の内容が絵画化されている。序分義は、釈迦が示した諸仏の浄土のなかから、韋提希が阿弥陀如来の極楽浄土を選ぶという説話。定善義は、観経十六観（阿弥陀如来と極楽浄土を観相し、往生するための十六の観法）のうち、日想観などの十三観を説く。散善義は十六観のうちの残りの三観（上輩観、中輩観、下輩観）である。これはいわゆる九品往生について説いた部分で、極楽浄土への往生には、往生者の機縁（資質）や生前の行状によって、上品上生から下品下生まで9つの段階（九品）があり、それに応じて阿弥陀聖衆の来迎にも9種類があると説く。このような構成に基づき、当麻曼荼羅の下辺には九品来迎図が描かれている。
九品来迎図は、平安時代には阿弥陀堂の壁画に描かれるようになる。仁寿元年（851年）、円仁が比叡山東塔に建立した常行三昧堂には阿弥陀五尊の彫像が安置され、壁面に九品来迎図を描いていた。円仁の常行三昧堂は現存しないが、現存する九品来迎図の遺品としては天喜元年（1053年）の平等院鳳凰堂壁扉画、天永3年（1112年）の鶴林寺（兵庫）太子堂壁画がある。鳳凰堂壁扉画は、やまと絵風の山水のなかに来迎する阿弥陀聖衆を描く。。

### 観相のための来迎図
寛和元年（985年）、源信（恵心僧都）は『往生要集』を著し、厭離穢土・欣求浄土を唱え、極楽往生のための具体的な道筋を示した。『往生要集』が日本の宗教、思想、文化に与えた影響は大きく、凡夫でも阿弥陀如来を信仰すれば極楽浄土へ往生できるとするその教えは、末法思想の流布とも相まって、浄土教信仰の発展をうながした。平安時代の浄土教においては、天台教学に立脚した観相念仏、すなわち、阿弥陀如来の相好を心に想起することが重視されたため、観相の助けとなる阿弥陀如来の彫像や画像が多数作られ、貴族は競って阿弥陀堂を建立した。また、信仰を同じくする人々が集まって経典の読誦などを行う往生講が組織された。こうした往生講や念仏講の本尊として来迎図が用いられた。
阿弥陀の信仰者は、臨終に際し、阿弥陀像を安置し、阿弥陀の指と自分の指とを五色の糸で結び、極楽往生を祈念した。こうした臨終行儀に画像が用いられるのは鎌倉時代以降であり、平安後期においてはこうした場合には阿弥陀の彫像を安置するのが一般的であった。したがって、平安後期の来迎図は臨終行儀のためではなく、生前の信仰生活のために用いられたものであった。
当麻曼荼羅や平等院鳳凰堂壁扉画に描かれた九品来迎図は、斜め構図であり、飛雲に乗った阿弥陀聖衆は斜めに下降し、往生者のもとへ向かっている。しかし、往生講などの本尊として用いられた来迎図は、このような斜め構図ではなく、観相念仏の助けとなる正面向き構図のものであったと考えられている。高野山の阿弥陀聖衆来迎図（もとは比叡山伝来、平安後期）は、こうした恵心流の観相念仏の本尊として使用されたものと思われる。九品来迎図のような斜め構図の来迎図が、画面下方に往生者の住居を描き、来迎を客観的に表現するのに対し、高野山の阿弥陀聖衆来迎図では、正面向きの阿弥陀如来を中心に、諸菩薩を画面一杯に配し、絵を見る者は阿弥陀と直接対峙することになる。
平安時代にさかのぼる来迎図の作例としては、京都・安楽寿院の阿弥陀聖衆来迎図（正面構図）、滋賀・浄厳院の阿弥陀聖衆来迎図（斜め構図）がある。鎌倉時代の作例としては、正面構図のものとして福井・安養寺の阿弥陀二十五菩薩来迎図、高野山・蓮華三昧院の阿弥陀三尊像、斜め構図のものとして京都・知恩院の阿弥陀二十五菩薩来迎図（通称：早来迎）、滋賀・新知恩院の阿弥陀二十五菩薩来迎図などがある。鎌倉時代は、斜め構図・金泥を施された阿弥陀立像・二十五菩薩を加えた最上位の往生（上品上生）を描いた作例が主流を占めた。

## 高野山の阿弥陀聖衆来迎図

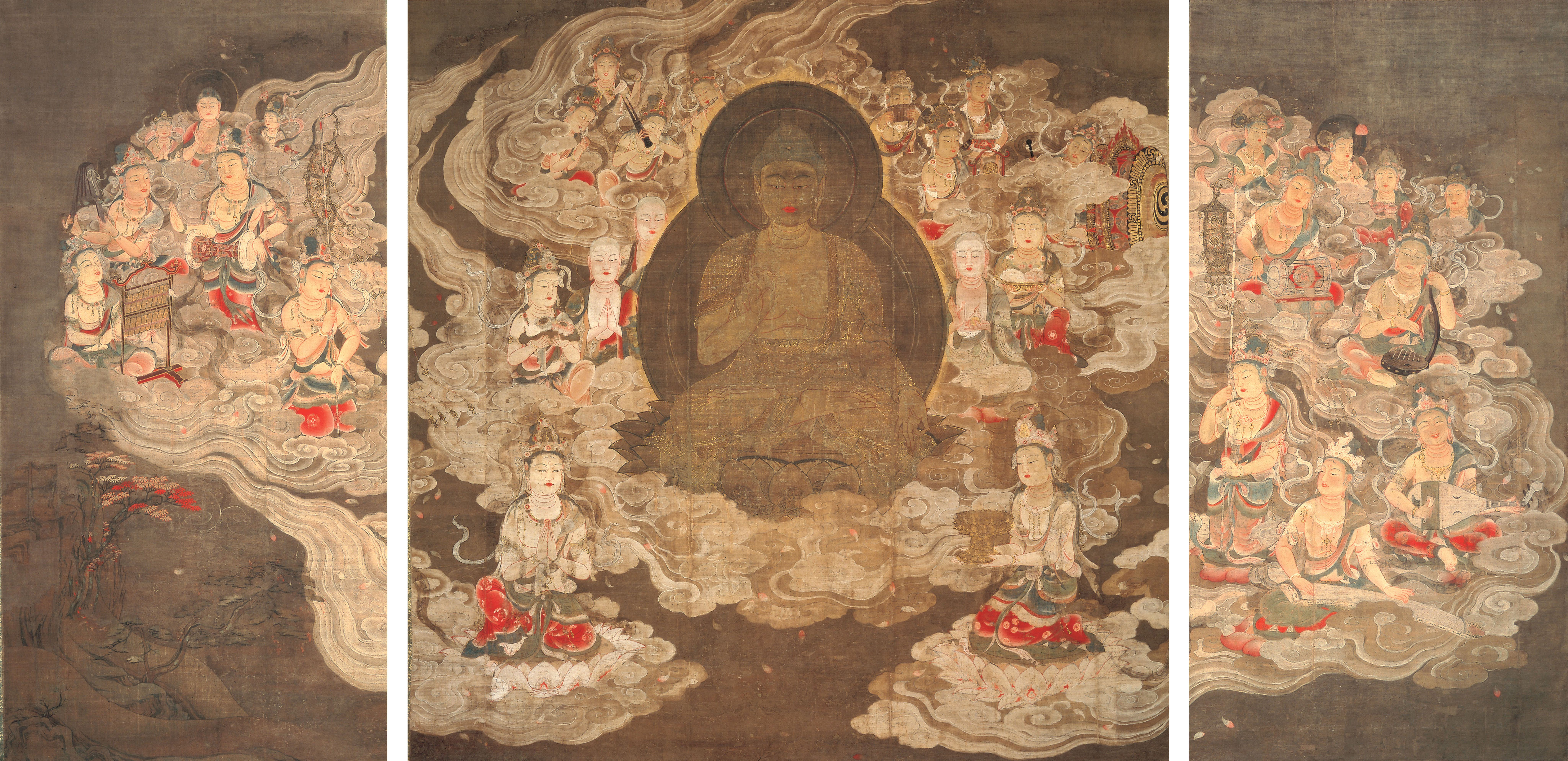
阿弥陀聖衆来迎図（国宝、3幅のうち中幅） 和歌山・有志八幡講 絹本著色 平安時代後期

### 概観
本図は平安時代後期の作で国宝に指定されている。絹本著色、掛幅装で3幅からなる。所有者は和歌山県高野町の有志八幡講十八箇院で、高野山霊宝館に保管されている。　
画面は阿弥陀如来を描く中央幅と、その左右に配される左幅・右幅からなり、画面サイズは縦が各幅とも211センチ、横は中央幅が211センチ、左右幅はいずれも106センチである（以下、本項では、向かって左の画幅を「左幅」、向かって右の画幅を「右幅」と呼称する）。3幅合わせた横幅は4.2メートルで、掛幅装の日本仏画としては異例の大きさである。中間色を多用した色彩感覚など、作風・技法の面から、平安時代末期、12世紀の作と考えられている。製作当時の所在等は不明であるが、中世には比叡山にあり、後に高野山に移された。製作事情、筆者等については記録がなく不明であるが、縦2メートル、横4メートルを超えるサイズからみて、相当の規模の仏堂で、往生講のような講の本尊として使用されたものと思われ、発願者は上皇・女院クラスの人物であったと想定される。　

### 図像・技法
画面中央の阿弥陀如来は蓮華座上に正面向きに坐す。阿弥陀の印相には説法印（当麻曼荼羅の阿弥陀像など）、定印（平等院鳳凰堂の本尊像など）、来迎印があるが、本像は来迎印を結ぶ（右手を胸の高さに上げ、左手を膝のあたりに下ろし、両手の各第1・2指を捻じて輪をつくる）。阿弥陀の周囲を雲に乗り、楽器や幡をたずさえた聖衆（菩薩の一団）がとりまく。菩薩の多くは楽器を演奏し、あるいは幡を捧げ持つ。画面の随所に散華が舞っている。左幅の下方には松樹、紅葉、水面、土坡などからなる、やまと絵風の風景が描かれ、この場所が極楽浄土ではなく此岸（現世）であることを示している。阿弥陀聖衆の来迎の対象は画中には描かれず、画面の外に設定されている。
阿弥陀像が金色身に表されるのに対し、周囲の菩薩像は彩色で表され、赤と緑を基調とした衣を着け、輪郭線は太い朱線で描き起こしている。描かれている像は阿弥陀を含め全部で33体である。阿弥陀の手前左右には、向かって右に蓮台（往生者を迎え取るためのもの）を捧げ持つ観音菩薩、左に合掌する勢至菩薩を配する。阿弥陀の左右には5体のやや大きめの像が、ほぼ正面向きに表され、うち3体は僧形である。これら5体に観音・勢至を加えた7体は、良源が比叡山横川常行堂に安置した阿弥陀五尊像の系統を引くともいわれ、『往生要集』「聖衆倶会楽」に説く七菩薩を表すともいう。
阿弥陀像は、現状では身部、衣部とも金色を呈し、輪郭線を朱で描き起こしている。阿弥陀像の彩色については、従来の解説では皆金色像であるとされ、身部は金泥、衣部は藤黄（黄色の顔料）を塗ったものとされていた。しかし、彩色材料の蛍光X線分析の結果、衣部については、赤、青、緑などの5色で塗り分けた上に截金文様を置いたものであることがわかった。また、身部については、裏箔（画絹の裏から金箔を貼る）を施した上で金泥を塗っていること、金泥の塗り方には濃淡があり、金泥によって裏箔に対する隈取を行っていることがわかった。阿弥陀像の唇の朱彩は周囲の部分と色調が異なり、後世の補彩とみられる。眉間には、阿弥陀像には不可欠の白毫がみられず、その部分には穴が開いていたような痕跡がある。そのため、絵の裏側で灯明をともし、白毫から光明が指すような演出をしたのではないかとする説もある。

### 中尊以外の諸像について
左幅の上部には、雲に半ば隠れるように小さく、阿弥陀三尊（阿弥陀、観音、勢至）の像が表されている。画面中央の阿弥陀が、現世に来迎した「応身の阿弥陀」であるのに対して、左幅上部の三尊は西方極楽浄土にいる阿弥陀と両脇侍（観音、勢至）を表したもので、「報身の阿弥陀」と呼ばれている。
本図には、画面中央の阿弥陀と、左幅上部の阿弥陀三尊を除いて29体の菩薩像が描かれている。一方、『往生要集』等に阿弥陀に随侍する菩薩は25体（二十五菩薩）と説かれている。須藤弘敏は、右幅上方に描かれた4体の「供養菩薩」（楽器や幡を持っていない）を除外した他の25体が二十五菩薩であるとする。25体のなかには、雲の切れ間から顔だけ出している者、中央の阿弥陀像の光背上端から顔を半分だけのぞかせている者もいる。
菩薩のうち15体は楽器を演奏している。描かれている楽器の名称は以下のとおり。
- 右幅（手前から奥へ）箏（そう）、琵琶、箜篌（くご）、羯鼓（かっこ）
- 中央幅（向かって右から左へ）太鼓、揩鼓（かいこ）、鉦鼓（しょうこ）、簫（しょう）、横笛、笙（しょう）、銅拍子、篳篥（ひちりき）
- 左幅（向かって右から左へ）腰鼓（ようこ）、拍板（はくばん）、方響（ほうきょう）

### 伝来
本図には天正13年（1585年）に尊秀という僧が記した修理裏書がある。それによると、この絵はもと比叡山安楽谷にあった恵心僧都真筆の来迎図で、勅封の宝蔵に収めされて毎年七月十五日にしか開扉されなかったものであり、元亀2年（1571年）の織田信長による比叡山焼き討ちの際に逆徒の手に落ちたものであるという。かつては、この修理裏書にあるように、この絵は信長による焼き討ちの際に比叡山から持ち出され、高野山に伝わったものと考えられてきた。しかし、高野山には尊秀なる僧の存在は確認できず、比叡山側の史料には同名の僧の存在が確認できることなどから、この説には疑問がもたれるようになった。宮島新一は、本図の1585年の修理は高野山でなく比叡山関係の寺院で行われたものとした。井筒信隆は、本図は豊臣秀吉が母・大政所の菩提のために高野山に建立した青巌寺に文禄3年（1594年）に施入したものであろうとした。
なお、三条西実隆の『実隆公記』永正6年（1509年）条に本図について「安楽谷本尊恵心僧都筆阿弥陀廿五菩薩三幅」とあり、遅くとも16世紀初めに本図が比叡山にあったことは確認できる。